# Chris Hardwick (speedcuber)
Christopher Michael Hardwick (6 dicembre 1983) è uno speedcuber statunitense.
Detiene record mondiali nella risoluzione di cubi bendato.

## Record che rientrano nella top ten

### Singolo
- Cubo 4×4×4 bendato 4:46.19, primo al mondo
- Cubo 5×5×5 bendato 15:22.00, primo al mondo